# Copa Amèrica de vela

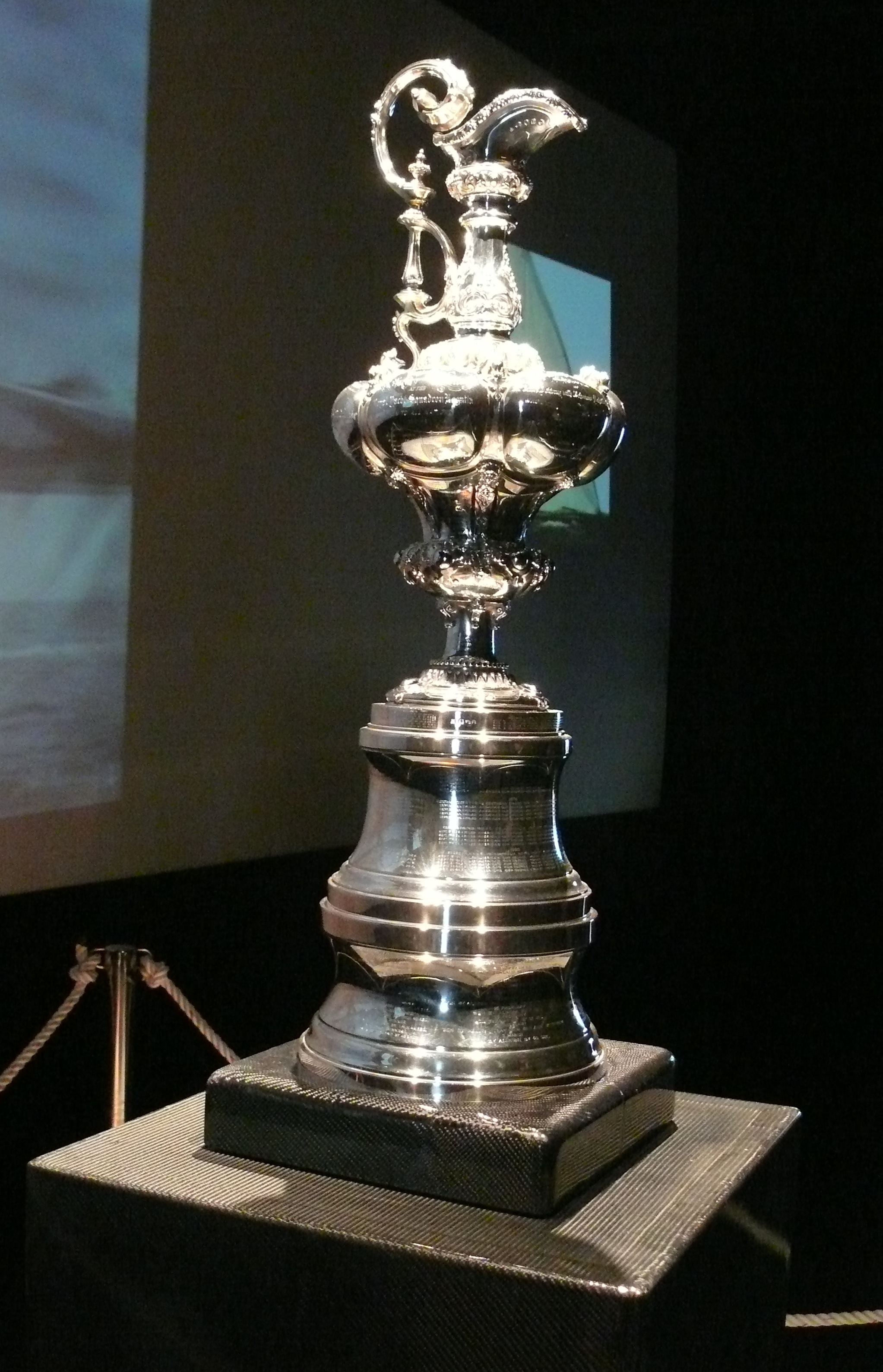
Trofeu de la Copa Amèrica de vela

Copa Amèrica de vela (que formalment també podem dir-li Copa de l'America, de l'anglès America's Cup) és una regata internacional de vela basada en un repte (en anglès challenge) i una acta notarial de transferència d'un obsequi (en anglès deed of gift). És la competició internacional esportiva que es manté en actiu des de fa més anys.
El repte inicial va ser llençat a la resta del món per la Royal Navy (Marina Reial del Regne Unit) a mitjans del segle xix a fi de poder demostrar la seva supremacia naval i imbatibilitat. L'obsequi era una gerra de plata de llei ornamentada que va costar cent lliures. La gerra, que a la comunitat nàutica se la coneix amb el renom de "Auld Mug", no pot contenir líquids ja que no té fons. També se li han anat incorporant successius repeus per a poder gravar tots els noms dels vencedors. El seu nom original en anglès era "R.Y.S. £100 Cup", però el primer tenidor de la copa va estampar per error "100 Guinea Cup" és a dir, "Copa de les cent guinees", mentre que una guinea equivalia a 1 lliura esterlina amb 1 xíling. Aquesta gerra es considera el trofeu més antic en el món de l'esport.
El repte s'ha anat repetint al llarg del temps per part de cada nou vencedor, mantenint-se el mateix obsequi com a trofeu. El motiu d'això és que l'acta notarial abans esmentada especifica que la cessió de la gerra és a condició de que el seu dipositari torni a presentar el repte amb el mateix trofeu com a premi. Així queda assegurada que aquesta competició es perpetui.
Cal fer notar que la 32a i la 33a edicions, que tingueren lloc els anys 2007 i 2010, es van desenvolupar amb base al port de València. A la 33a edició, el defensor de la gerra, l'equip suís Alinghi, de la SNG, Société Nautique de Genève (Societat Nàutica de Ginebra), va perdre el trofeu davant el BMW Oracle Racing, que va endur-se la seu de la 34a cap a casa seva.
L'equip Team New Zealand, guanyador de les edicions 35a i 36a, va decidir que l'edició 37a seria entre els mesos d'agost i octubre de l'any 2024, amb seu al port de Barcelona. L'organització va acordar que les regates preliminars es farien entre setembre de 2023 i agost de 2024 amb la següent planificació...
La primera regata d'entrenament oficial de la 37 edició de la Copa Amèrica, havia de tenir lloc a Vilanova i la Geltrú del 14 al 17 de setembre de 2023. Seria la primera de les tres regates d'entrenament a dur a terme abans de la competició oficial. La segona seria a Jiddah, Aràbia Saudita del 29 de novembre al 2 de desembre de 2023 i la tercera i última regata d'entrenament seria a Barcelona a l'agost de 2024.

## Naixement de la competició
L'any 1851, amb motiu de la celebració a Londres de la primera Exposició Internacional, es programà la regata del repte per al dia 22 d'agost, el vencedor de la qual obtindria la gerra de plata.
El recorregut consistia en una volta al voltant de l'Illa de Wight, al sud d'Anglaterra. Membres del NYYC, New York Yatch Club (Club de Iots de Nova York), a bord de la goleta America es van enfrontar, i van vèncer  14 vaixells del Reial Esquadró de Iots, de Londres.
Una anècdota molt famosa, que denota l'espectacularitat de la victòria de l'America, relata com la reina Victòria I del Regne Unit va preguntar cap al final de la regata quan els vaixells començaven a completar el tomb a l'illa: "I doncs, qui va primer?", al que li van contestar: "L'America, Majestat", "I segon?", va inquirir la reina, "Majestat, no hi ha segon!", va ser la resposta.
L'armador de la goleta America va fer donació del trofeu al NYYC. Des d'aleshores, el trofeu va passar a denominar-se Copa de l'America (en honor del vaixell).
El 1870 es va celebrar la primera defensa del trofeu a Nova York i sempre va ser defensada amb èxit pels vaixells del NYYC, fins al 1983, quan van perdre la 25a defensa, davant l'Australia II, del RPYC, Royal Perth Yatch Club (Reial Club de Iots de Perth), després de 132 anys d'hegemonia americana.

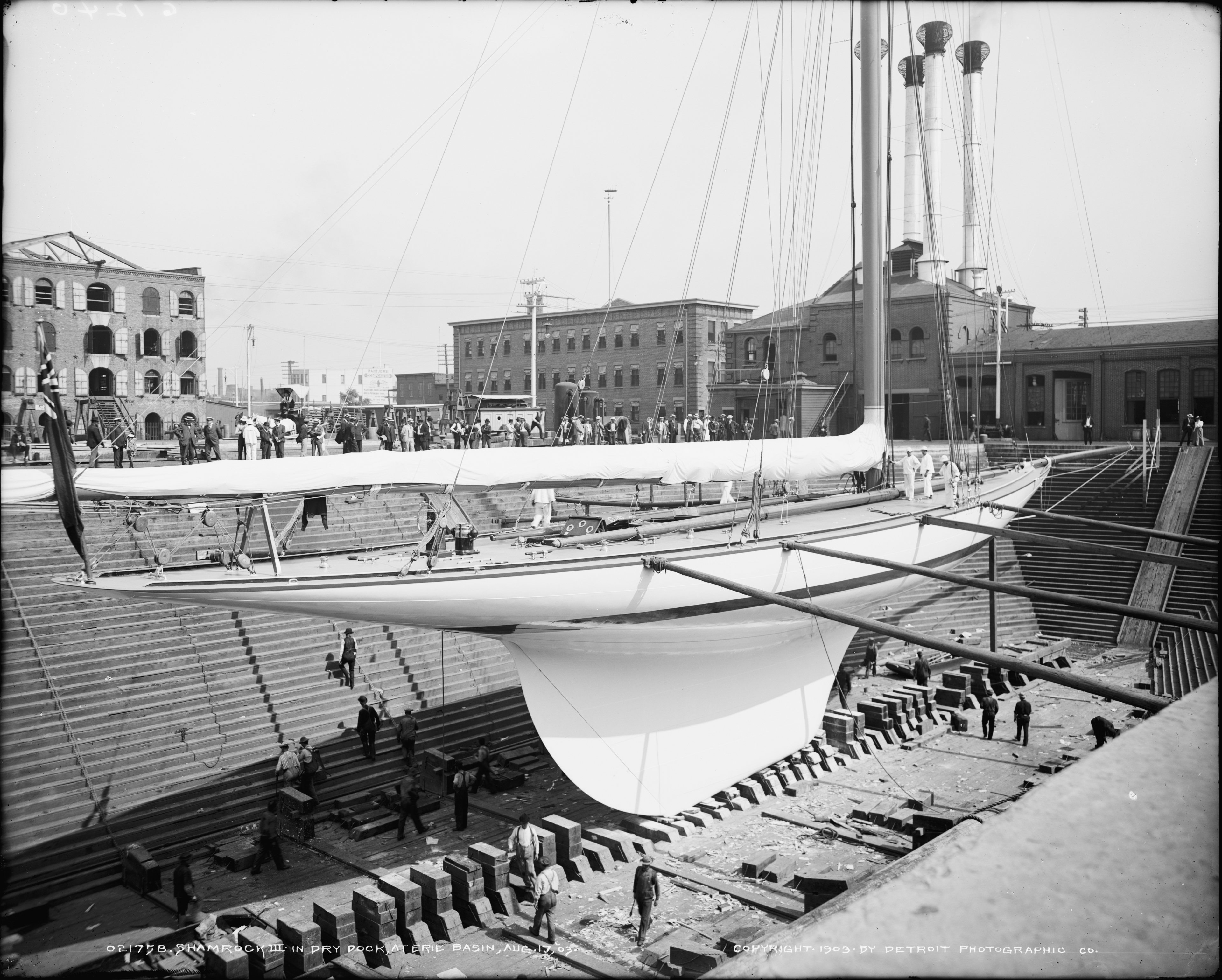
El Shamrock III va pèrdre amb el Reliance el 1903

La següent edició (1987) el vaixell Stars & Stripes del SDYC, San Diego Yatch Club californià, patronejat per Dennis Conner, recuperava la "Gerra de les 100 guinees" per a un club dels Estats Units, fins que el 1995 el Black Magic de Nova Zelanda de nou desposseïa del títol als nord-americans mantenint-la en el seu poder durant les dues edicions següents.

## Controvèrsia 2007-2008
L'Alinghi suís (Suïssa és un estat sense mar) l'hi va arrabassar el trofeu l'any 2003 al Black Magic i va triar València com a ciutat seu de la següent edició.
Aquest enfrontament fou el 2007 entre l'equip neozelandès Emirates Team New Zealand i l'Alinghi. Una volta Alinghi va repetir la gesta, i retingué la gerra, es va obrir un termini de dues setmanes per tal que la SNG procedís a decidir el protocol de la següent Copa de l'America i signar-lo conjuntament amb el primer inscrit oficial (en anglès challenger of record) de la següent edició, tal com estableix el deed of gift.
El 25 de juliol del 2007 Ernesto Bertarelli, president i propietari de l'Alinghi, va anunciar que ja havia signat amb el novell CNEV (Club Náutico Español de Vela) el protocol de la 33a edició, que se celebraria el 2009 amb seu a València, una altra vegada.
El fet que el protocol signat no va agradar gens a la resta d'equips per massa favorable a la SNG i, sobretot, que el CNEV era un club de conveniència que ni tan sols havia mai organitzat una regata anual, va fer que hi hagués un complicat seguit de reclamacions i litigis liderats pel GGYC, Golden Gate Yatch Club, que en resolució judicial del 12 de maig de 2008 van tenir com a sorprenent conseqüència que la 33a edició enfrontaria un vaixell de la SNG amb un vaixell del GGYC en algun lloc de l'hemisferi nord per determinar. Els vaixells, que mantindrien els respectius noms d'Alinghi i BMW Oracle, molt possiblement haurien de ser del tipus multibuc i la regata tindria lloc no abans del maig de 2009.
Posteriorment un jutjat d'apel·lacions de Nova York determinava el 29 de juliol de 2008 que el CNEV seria el «challenger of record» per a la següent Copa de l'Amèrica i no pas el GGYC de San Francisco. Aquesta divisió d'apel·lacions de la Cort Suprema fallava per 3 a 2 vots que el CNEV hauria de ser el «challenger of record», donant-li el dret a negociar els termes de la pròxima competició amb el titular de la Copa, l'Alinghi de Suïssa. La decisió revertia la sentència del jutjat anterior que designava al club califòrnià com a l'aspirant.
El jutjat d'apel·lacions també donava al CNEV 10 mesos per preparar la regata, començats a comptar des de la recepció de la còpia de la setència de l'apel·lació.

Ruta de la Copa Amèrica de 1987.

## Mecànica de la competició
La competició es divideix en dues parts: la "Challenger Selection Series" i la Copa de l'America pròpiament dita.
- La "Challenger Selection Series", antigament dita Copa Louis Vuitton, és el conjunt de regates per a escollir el desafiant (en circumstàncies normals). És a dir, serveix per a triar el millor vaixell que podrà desafiar al defensor de la Copa. Les regates sempre són un contra un (Match Race). Primer es fan dos Round Robin (dos lliguetes de tots contra tots), després les semi-finals i les regates finals. El campió esdevé el desafiant.

- La Copa de l'America, enfronta finalment com a defensor al posseïdor del trofeu amb l'equip desafiant. El vencedor de l'enfrontament s'endú la gerra de plata, estampa el seu nom al peu del trofeu i passa a ser el nou defensor en la següent edició.

## Noves tecnologies
A la 34a edició (2013) es va introduir la tecnologia hidrofoil on els equips participants van utilitzar catamarans AC72 equipats amb ales rígides i hidroales que els permetien elevar-se fora de l'aigua i volar a altes velocitats (foiling). Aquesta innovació va revolucionar la competició, ja que els vaixells poden assolir velocitats sorprenentment altes i les maniobres resulten més espectaculars que mai.
Per a l'edició 37a, el conjunt disseny més normativa que es va escollir va ser el de catamarà AC75, com ja es va fer a la 36a edició.

## Historial
| Edició        | Any  | Seu                  | Norma             | Defensor             | Resultat | Desafiant            |
| ------------- | ---- | -------------------- | ----------------- | -------------------- | -------- | -------------------- |
| 37            | 2024 | Barcelona            | AC75              | Team New Zealand     | 7-2      | INEOS Britannia      |
| 36            | 2021 | Auckland             | AC75              | Team New Zealand     | 7-3      | Luna Rossa           |
| 35            | 2017 | Bermudes             | AC50              | BMW Oracle Racing    | 1-7      | Team New Zealand     |
| 34            | 2013 | San Francisco        | AC72              | BMW Oracle Racing    | 9-8      | Team New Zealand     |
| 33            | 2010 | València             | DOG match         | Alinghi              | 0-2      | BMW Oracle Racing    |
| 32            | 2007 | València             | IAAC              | Alinghi              | 5-2      | New Zealand          |
| 31            | 2003 | Auckland             | IAAC              | Team New Zealand     | 0-5      | Alinghi              |
| 30            | 2000 | Auckland             | IAAC              | Team New Zealand     | 5-0      | Luna Rossa           |
| 29            | 1995 | San Diego            | IAAC              | Young America        | 0-5      | Black Magic          |
| 28            | 1992 | San Diego            | IAAC              | America³             | 4-1      | Il Moro di Venezia   |
| 27            | 1988 | San Diego            | DOG match         | Stars and Stripes    | 2-0      | KZ1                  |
| 26            | 1987 | Fremantle            | IYRU 12mR         | Kookaburra III       | 0-4      | Stars and Stripes    |
| 25            | 1983 | Newport              | IYRU 12mR         | Liberty              | 3-4      | Australia II         |
| 24            | 1980 | Newport              | IYRU 12mR         | Freedom              | 4-1      | Australia            |
| 23            | 1977 | Newport              | IYRU 12mR         | Courageous           | 4-0      | Australia            |
| 22            | 1974 | Newport              | IYRU 12mR         | Courageous           | 4-0      | Southern Cross       |
| 21            | 1970 | Newport              | IYRU 12mR         | Intrepid             | 4-1      | Gretel II            |
| 20            | 1967 | Newport              | IYRU 12mR         | Intrepid             | 4-0      | Dame Pattie          |
| 19            | 1964 | Newport              | IYRU 12mR         | Constellation        | 3-1      | Sovereign            |
| 18            | 1962 | Newport              | IYRU 12mR         | Weatherly            | 4-1      | Gretel               |
| 17            | 1958 | Newport              | IYRU 12mR         | Columbia             | 3-1      | Sceptre              |
| 16            | 1937 | Newport              | Universal J-class | Ranger               | 4-0      | Endeavour II         |
| 15            | 1934 | Newport              | Universal J-class | Rainbow              | 4-2      | Endeavour            |
| 14            | 1930 | Newport              | Universal J-class | Enterprise           | 4-0      | Shamrock V           |
| 13            | 1920 | Nova York            | Universal 75ft    | Resolute             | 3-2      | Shamrock IV          |
| 12            | 1903 | Nova York            | SCYC 90ft         | Reliance             | 3-0      | Shamrock III         |
| 11            | 1901 | Nova York            | SCYC 90ft         | Columbia             | 3-0      | Shamrock II          |
| 10            | 1899 | Nova York            | SCYC 90ft         | Columbia             | 3-0      | Shamrock             |
| 9             | 1895 | Nova York            | SCYC 90ft         | Defender             | 3-0      | Valkyrie III         |
| 8             | 1893 | Nova York            | SCYC 85ft         | Vigilant             | 3-0      | Valkyrie II          |
| 7             | 1887 | Nova York            | NYYC 85ft         | Volunteer            | 2-0      | Thistle              |
| 6             | 1886 | Nova York            | SCYC 85ft         | Mayflower            | 2-0      | Galatea              |
| 5             | 1885 | Nova York            | SCYC 85ft         | Puritan              | 2-0      | Genesta              |
| 4             | 1881 | Nova York            | 65ft sloop        | Mischief             | 4-1      | Atalanta             |
| 3             | 1876 | Nova York            | Schooner match    | Madeline             | 2-0      | Countess of Dufferin |
| 2             | 1871 | Nova York            | Schooner match    | Columbia i Sappho    | (2+2)-1  | Livonia              |
| 1             | 1870 | Nova York            | Fleet racing      | Magic i 16 iots més  | 1-0      | Cambria              |
| Repte inicial | 1851 | Cowes, Illa de Wight | Fleet racing      | Aurora i 13 iots més | 0-1      | America              |

## Guanyadors per país
| País         | Victòries | Derrotes |
| ------------ | --------- | -------- |
| Estats Units | 30        | 3        |
| Nova Zelanda | 5         | 4        |
| Suïssa       | 2         | 1        |
| Austràlia    | 1         | 6        |
| Regne Unit   | 0         | 12       |
| Irlanda      | 0         | 5        |
| Itàlia       | 0         | 3        |
| Canadà       | 0         | 2        |
| Escòcia      | 0         | 1        |